# سيباستيان إيرنست
سيباستيان إيرنست (بالألمانية: Sebastian Ernst) (4 مارس 1995 بنويشتات آم روبنبرغه في ألمانيا - ) هو لاعب كرة قدم ألماني في مركز الوسط. لعب مع نادي ماغديبورغ وهانوفر 96.

## وصلات خارجية
- سيباستيان إيرنست على موقع قاعدة بيانات كرة القدم.إي يو (الإنجليزية)
- سيباستيان إيرنست على موقع Soccerway.com (الإنجليزية)
- سيباستيان إيرنست على موقع عالم كرة القدم.نت (الإنجليزية)
- سيباستيان إيرنست على موقع AS.com (الإسبانية)